# لیزی (خواننده)
لیزی (به انگلیسی: Lizzy)با نام اصلی پارک سو-یونگ (به انگلیسی: Park Soo-young)(زاده ۳۱ ژوئیه ۱۹۹۲) خواننده، هنرپیشه کره‌ای است.

## تلویزیون
| سال       | نام       | شبکه   | توضیحات                   |
| --------- | --------- | ------ | ------------------------- |
| ۲۰۱۰–۲۰۱۱ | مرد دونده | اس‌بی‌اس | بازیگر معمولی، قسمت ۱۸–۲۵ |